# Duncan Islands (ö)
Duncan Islands (kinesiska: 琛航島, 燈擎島) är en ö bland Paracelöarna i Sydkinesiska havet.  Paracelöarna har annekterats av Kina, men Taiwan och Vietnam gör också anspråk på dem.